# Вовчок (притока Західного Бугу)
Вовчок — річка в Україні, у Володимирському районі Волинської області. Права притока Західного Бугу, (басейн Вісли).

## Опис
Довжина річки приблизно 7,52 км, найкоротша відстань між витоком і гирлом — 5,24 км, коефіцієнт звивистості річки — 1,07. Річка формується безіменними струмками та загатами. Частково каналізована. Річка протікає заболоченими місцинами.

## Розташування
Бере початок на східній околиці села Морозовичі. Спочатку тече на південний, а потім на північний захід через Загальнозоологічний заказник «Прибужжя» і впадає у річку Західний Буг, ліву притоку Нарви.
|  | З боліт і озер Вовчка випливає ріка Вовчок, яка впадає в уроч. Сависька або Ставища до р. Бугу (західного). |